# Acrocyrtidus argenteofasciatus
Acrocyrtidus argenteofasciatus là một loài bọ cánh cứng trong họ Cerambycidae.